# Ozoldarzs
Ozoldarzs este o arie protejată (arie specială de conservare — SAC, sit de importanță comunitară — SCI, arie de protecție specială avifaunistică — SPA) din Letonia întinsă pe o suprafață de 18,19 ha, integral pe uscat.

## Localizare
Centrul sitului Ozoldarzs este situat la coordonatele 56°26′46″N 24°02′02″E / 56.4462°N 24.0339°E.

## Înființare
Situl Ozoldarzs a fost declarat arie de protecție specială avifaunistică în decembrie 2003 pentru a proteja 3 specii de animale. Alte tipuri de protecție:
- sit de importanță comunitară (în mai 2004)
- arie specială de conservare (în mai 2004)[1][3][4]

## Biodiversitate
Situată în ecoregiunea boreală, aria protejată conține 1 habitat natural: Păduri de stejar sau de stejar și carpen sub-atlantice și medio-europene de Carpinion betuli.
La baza desemnării sitului se află mai multe specii protejate:
- păsări (2): ciocănitoarea de stejar (Dendrocopos medius), ciocănitoare neagră (Dryocopus martius)
- nevertebrate (1): Osmoderma barnabita

Pe lângă speciile protejate, pe teritoriul sitului au mai fost identificate 2 specii de plante, 2 specii de nevertebrate.